# Takahasi Szadahiro
Takahasi Szadahiro (Szaitama, 1959. október 7. –) japán válogatott labdarúgó.

## Pályafutása

### Válogatottban
A japán U20-as válogatott tagjaként részt vett az 1979-es ifjúsági labdarúgó-világbajnokságon.